# Плаваючий валютний курс

Фактичні домовленості про обмінний курс у 2022 році за класифікацією Міжнародного валютного фонду.

У макроекономіці та економічній політиці плаваючий обмінний курс (також відомий як коливальний або гнучкий обмінний курс ) — це тип режиму обмінного курсу, за якого вартість валюти може коливатися у відповідь на події на валютному ринку.  Валюта, яка використовує плаваючий обмінний курс, називається плаваючою валютою. На відміну від цього, фіксована валюта — це валюта, вартість якої визначена в термінах матеріальних благ, іншої валюти або набору валют. Ідея фіксованої валюти полягає в зменшенні валютних коливань. 
У сучасному світі більшість світових валют є плаваючими, і до них відносяться валюти, якими найбільше торгують: долар США, євро, японська єна, фунт стерлінгів, австралійський долар і швейцарський франк. Однак навіть при плаваючих валютах центральні банки іноді беруть участь на ринках, намагаючись вплинути на величину плаваючих обмінних курсів. Канадський долар не зазнавав втручання з боку Канадського національного банку з вересня 1998 р. Долар США також не зазнає значних змін у своїх валютних резервах.
З 1946 до початку 1970-х років Бреттон-Вудська система зробила фіксовані валюти нормою; однак у 1971 році уряд США вирішив припинити підтримку курсу долара на рівні 1/35 унції золота, і таким чином його валюта перестала бути фіксованою. Після закінчення дії Смітсонівської угоди в 1973 році більшість світових валют наслідували її приклад. Однак деякі країни, такі як більшість арабських держав Перської затоки, прив'язали свою валюту до вартості іншої валюти, що останнім часом асоціюється з повільнішими темпами зростання. Коли валюта плаває, для управління монетарною політикою використовуються інші величини, крім самого обмінного курсу (див. Операції на відкритому ринку).

## Економічне обґрунтування
Деякі економісти вважають, що в більшості випадків плаваючий валютний курс є кращим за фіксований. Оскільки плаваючий валютний курс коригується автоматично, він дозволяє країні пом'якшити вплив шоків та іноземних бізнес-циклів, а також запобігти кризі платіжного балансу. Однак плаваючий валютний курс також породжує непередбачуваність внаслідок своєї мінливості, що може зробити планування бізнесу ризикованим, оскільки майбутні обмінні курси в період планування є невизначеними.
Однак у певних ситуаціях фіксований обмінний курс може бути кращим через його більшу стабільність та визначеність. Це не обов'язково так, якщо взяти до уваги результати країн, які намагаються утримувати ціни на свою валюту «сильними» або «високими» по відношенню до інших, як, наприклад, Великобританія або країни Південно-Східної Азії до азійської фінансової кризи 1997 року.
Дебати щодо вибору між фіксованим та плаваючим обмінним курсом формалізовані в моделі Манделла-Флемінга, яка стверджує, що економіка (або уряд) не може одночасно підтримувати фіксований обмінний курс, вільний рух капіталу та незалежну монетарну політику. Вона повинна вибрати будь-які два з них для контролю, а інші залишити на розсуд ринкових сил.
Основним аргументом на користь плаваючого обмінного курсу є те, що він дозволяє монетарній політиці бути корисною для інших цілей. Використовуючи фіксований обмінний курс, монетарна політика має єдину мету — утримувати обмінний курс на оголошеному рівні. Однак обмінний курс є лише однією з багатьох макроекономічних змінних, на які може впливати монетарна політика. Система плаваючих обмінних курсів залишає монетарним політикам можливість переслідувати інші цілі, такі як стабілізація зайнятості або цін.
Під час екстремального підвищення або зниження курсу валюти центральний банк зазвичай втручається, щоб стабілізувати валюту. Таким чином, методи плаваючого валютного курсу можуть бути більш технічно відомі як кероване плавання. Національний банк може, наприклад, дозволити ціні валюти вільно плавати між верхньою і нижньою межею, «стелею» і «підлогою». Управління з боку національного банку може здійснюватися у формі купівлі або продажу великих партій з метою забезпечення цінової підтримки або опору, або, у випадку з деякими національними валютами, за торгівлю поза цими межами можуть передбачатися юридичні санкції.

## Відраза до плавання
Вільно плаваючий обмінний курс збільшує волатильність валютних курсів. Деякі економісти вважають, що це може спричинити серйозні проблеми, особливо в країнах, що розвиваються. Ці країни мають фінансовий сектор, який відповідає одній або декільком з наступних умов:
- висока доларизація зобов'язань
- фінансова вразливість
- сильний вплив на баланс

Коли зобов'язання деноміновані в іноземній валюті, а активи в національній валюті, неочікуване зниження обмінного курсу погіршує банківські та корпоративні баланси і загрожує стабільності вітчизняної фінансової системи.
Таким чином, країни, що розвиваються, мають більшу відразу до плаваючого валютного курсу, оскільки вони мають набагато менші коливання номінального обмінного курсу, але відчувають більші шоки від змін процентних ставок та резервів. Це є наслідком частої реакції країн з вільно плаваючим курсом на зміни валютного курсу за допомогою монетарної політики та/або інтервенцій на валютному ринку.
Кількість країн, які демонструють відразу до плавання, значно зросла протягом 1990-х років.